# Trịnh Thành công
Trịnh Thành công (chữ Hán: 鄭成公; trị vì: 584 TCN–571 TCN), tên thật là Cơ Hỗn (姬睔), là vị vua thứ 13 của nước Trịnh – chư hầu nhà Chu trong lịch sử Trung Quốc.

## Lên ngôi
Cơ Hỗn là con trai của Trịnh Tương công- vị vua thứ 11 của nước Trịnh, em Trịnh Điệu công- vị vua thứ 12 của nước Trịnh.
Năm 586 TCN, Hứa công gièm pha với Sở Cung vương rằng nước Trịnh muốn phản Sở. Vua anh Trịnh Điệu công sai Cơ Hỗn đi sứ nước Sở. Sở Cung vương bèn bắt giữ Cơ Hỗn. Trịnh Điệu công thấy vậy, lại hội ước với nước Tấn.
Năm 585 TCN, Cơ Hỗn ở nước Sở xin đại phu Tử Phản giúp mình về nước. Tử Phản đồng ý, đưa Cơ Hỗn về Trịnh.
Cùng năm đó, Trịnh Điệu công qua đời. Cơ Hỗn lên kế vị, tức Trịnh Thành công.

## Theo Tấn
Vì nước Trịnh thời Điệu công lại theo Tấn, Sở Cung vương mang quân đánh Trịnh. Tấn Cảnh công sai Loan Thư mang quân cứu Trịnh, đánh lui quân Sở tại Nhiễu Giác.
Năm 584 TCN, quân Sở lại sang đánh Trịnh. Nước Tấn lại cầm đầu chư hầu đi cứu. Hai tướng Trịnh là Cung Trọng và Hầu Vũ mang quân ra địch, bắt được tướng Sở là Chung Nghi mang nộp cho Loan Thư nước Tấn. Sau đó nước Trịnh và các chư hầu lại cùng thề ở Mã Lăng.

## Bị bắt giam ở Tấn
Sang năm 583 TCN, Sở Cung vương lại dùng nhiều của cải biếu nước Trịnh để lôi kéo. Trịnh lại theo Sở, cùng Sở hội họp. Năm đó, Trịnh Thành công sang triều kiến nước Tấn để giữ quan hệ cả với nước Tấn. Tấn Cảnh công biết chuyện Trịnh Thành công hội với nước Sở bèn bắt giữ Trịnh Thành công. Nước Trịnh sai đại phu Bá Quyên đến xin giảng hòa, Tấn Cảnh công giết Bá Quyên, lại cử Loan Thư đi đánh Trịnh. Đầu năm 582 TCN, quân Tấn sang đánh nước Trịnh.
Nước Trịnh không đầu hàng. Công tử Ban lập một người anh của Trịnh Thành công là Cơ Nhu làm vua mới; lại theo kế của Công Tôn Thân, mang quân vây nước Hứa là một chư hầu cùng phe của nước Tấn. Đến tháng 5, nước Tấn tập hợp thêm các chư hầu Tề, Tống, Tào đi đánh Trịnh.
Nước Trịnh bèn giết vua mới là Nhu, lập con của Trịnh Thành công là Cơ Khôn Ngoan làm vua mới. Tướng Loan Thư nước Tấn thấy Trịnh đã chính thức lập vua mới liền bàn với chư hầu nên trả lại vua Trịnh. Gặp lúc đó vua cũ nước Tấn là Cảnh công ốm nặng sắp mất, vua mới Lệ công mới lập cũng muốn hòa. Công tử Hãn nước Trịnh mang đồ quý là chuông Tương Chung đi hối lộ cho nước Tấn, còn công tử Nhiên đi ngoại giao, thề với nước Tấn ở đất Vu Trạch, còn công tử Tứ đi làm con tin. Sau đó Tấn Lệ công thả Trịnh Thành công về nước. Thành công trở lại ngôi vua.

## Bỏ Tấn theo Sở
Từ khi trở lại theo Tấn, Trịnh Thành công lại đi hội chư hầu với nước Tấn.
Năm 578 TCN, vì Tần Hoàn công vừa thề hòa hiếu với nước Tấn rồi ngay lập tức xâm phạm bờ cõi Tấn, Tấn Lệ công họp chư hầu mang quân đánh Tần. Trịnh Thành công cùng các nước Tề, Lỗ, Vệ, Tào, Tống, Châu, Đằng theo Tấn đánh Tần. Liên quân do Tấn đứng đầu đánh bại quân Tần ở đất Mã Toại, bắt được tướng Tần là Thành Sai và Bất Canh Nhữ Phủ.
Năm 576 TCN, Trịnh Thành công lại đánh nước Hứa. Trận đầu quân Trịnh bị thua, sau đó thắng trận thứ 2, buộc nước Hứa phải giảng hòa và cắt đất.
Tháng giêng năm 575 TCN, Trịnh Thành công sai công tử Hỉ mang quân đánh nước Tống, bị tướng Tống là Tương Sừ đánh bại ở Phù Cừ. Sau đó vì tướng Tống chủ quan, bị công tử Hỉ đánh bại tại Chước Lăng, bắt sống được Tương Sừ.
Tháng sau, Sở Cung vương sai công tử Thành lấy ruộng ở Nhữ Âm biếu nước Trịnh để lôi kéo. Vì vậy Trịnh Thành công lại bỏ Tấn theo Sở, cùng thề với nước Sở. Tấn Lệ công giận dữ, lại họp quân chư hầu đánh Trịnh. Trịnh Thành công cầu cứu Sở. Sở Cung vương mang quân tới giao chiến.
Hai bên gặp nhau ở Yển Lăng. Đại chiến nổ ra, quân Tấn đánh bại quân Sở, Sở Cung vương bị bắn chột một mắt. Trịnh Thành công rút chạy, bị các tướng Tấn đuổi theo. Tướng giong xe cho ông là Thạch Phủ hạ lá cờ hiệu của ông xuống khiến quân Tấn không biết dấu để tìm, nên cuối cùng Trịnh Thành công thoát nạn.
Sau đó quân Tấn cùng quân Tề, Lỗ và Châu sang đánh Trịnh. Nhưng không lâu sau thì các cánh quân chư hầu giải tán về nước.
Năm 574 TCN, Tấn lại họp quân nhà Chu cùng các chư hầu Tống, Lỗ, Tào, Vệ, Tề và Châu đánh Trịnh. Công tử Thân nước Sở mang quân cứu Trịnh, quân chư hầu lại rút lui.
Năm 573 TCN, Trịnh Thành công hợp binh với nước Sở đánh nước Tống – đồng minh của Tấn. Hai bên đánh nhau ở Bành Thành. Nước Tống cầu cứu nước Tấn. Tấn Điệu công mang quân đến Thai Cốc cứu Tống. Quân Sở và Trịnh rút lui.
Năm 572 TCN, Tấn Điệu công đem quân đánh Trịnh, đóng ở đất Thượng. Nước Trịnh phòng thủ chặt chẽ, quân Tấn không đánh được phải lui về.

## Qua đời
Năm 571 TCN, Trịnh Thành công ốm nặng. Công tử Tư xin nên giảng hòa với nước Tấn, bỏ nước Sở để bớt việc binh với nước Tấn. Nhưng Trịnh Thành công không tán thành, ông dặn các quan rằng vua Sở đã vì mình mà mất một mắt, không thể đối xử bạc với nước Sở.
Sau đó Trịnh Thành công qua đời. Ông làm vua được 14 năm. Công tử Khôn Ngoan lên ngôi lần thứ hai, tức Trịnh Hi công.